# Violence (film, 1918)
Pour les articles homonymes, voir Violence (homonymie).
Pour le film de Jack Bernhard sorti en 1947, voir Violence (film).
Pour plus de détails, voir Fiche technique et Distribution.
Violence (titre original : The Brazen Beauty) est un film muet américain perdu réalisé par Tod Browning et sorti en 1918.

## Fiche technique
- Titre original : The Brazen Beauty
- Réalisation : Tod Browning
- Scénario : William E. Wing, d'après une histoire de Louise Winter
- Chef-opérateur : Alfred Gosden
- Durée : 50 minutes
- Date de sortie : 
  - États-Unis : 9 septembre 1918

## Distribution
- Priscilla Dean : Jacala Auehli
- Gertrude Astor : Mrs Augusta Van Ruysdael
- Thurston Hall : Kenneth Hyde
- Katherine Griffith : Tante Ellen
- Alice Wilson : Kate Dewey
- Leo White : Tony Dewey
- Hans Unterkircher : Bruce Edwards
- Rex De Rosselli
- Edith Roberts